# Max Strohe
Maximilian „Max“ Strohe (* 7. Januar 1982 in Bonn) ist ein deutscher Koch, Gastronom und Fernsehkoch.

## Leben
Max Strohe wurde 1982 in Bonn als Sohn des Antiquitätenhändlers Thomas Schmitz-Avila geboren; sein Halbbruder ist Julian Schmitz-Avila.
Strohe begann seine Lehre in der Wendelinusstube in Sinzig-Koisdorf, schloss sie aber im Hotel-Restaurant Hohenzollern in Bad Neuenahr-Ahrweiler ab. Nach Abschluss der Lehre arbeitete er als Koch in einem Seniorenheim, dann ein Jahr lang in einem Hotel auf Kreta. Seit 2007 ist Strohe in Berlin tätig, bis zur Gründung seines eigenen Restaurants in den Küchen der Restaurants The Grand, Frau Mittenmang und Parkstern.
Im Herbst 2015 eröffnete er gemeinsam mit Ilona Scholl in Berlin das Lokal tulus lotrek (Verballhornung von Henri de Toulouse-Lautrec), für das er 2016 zum „Aufsteiger des Jahres“ gekürt wurde. 2017 wurde dem Restaurant ein Michelin-Stern verliehen. 2021 erhielten Strohe und Scholl die Verdienstmedaille der Bundesrepublik Deutschland von Bundespräsident Frank-Walter Steinmeier.
Strohe ist mit der Autorin Sophie Passmann liiert.

## Mediale Auftritte
Im Frühjahr 2019 war Strohe als Duellant Tim Mälzers in der vierten Staffel der VOX-Kochshow Kitchen Impossible zu sehen, wo er als Sieger hervorging. Im November 2019 trat er, ebenfalls bei VOX und an der Seite Mälzers, bei Ready to beef! gegen Mario Lohninger an. Im März 2020 war er erneut in Kitchen Impossible (Staffel 5) zu sehen und siegte zum zweiten Mal. Im Dezember 2020 war er im Rahmen der Weihnachts-Edition von Kitchen Impossible zu sehen, in diesem Fall im Team mit Mälzer, das gegen Tim Raue und The Duc Ngo antrat und mit einer Niederlage gegen die Herausforderer aus dem Duell hervorging. Auch in der darauffolgenden sechsten Staffel war er erneut in einer Folge zu sehen, im September 2021 zudem als Gastjuror in der 5. Folge der 9. Staffel von The Taste auf Sat.1 und war ebenso an  Kitchen Impossible 2020 - Die Tagebücher der Küchenchefs im September 2021 beteiligt, wie auch an der so genannten „Best-Friends-Edition“ neben Raue und Mälzer im Rahmen von Staffel 7 im Jahr 2022.
Seit 2022 ist er zudem Juror in der Küchenschlacht des ZDF. Mit Fuchs und Strohe liefern ab! hatte er an der Seite von Viktoria Fuchs zudem seine eigenen Folgen im Rahmen des VOX-Formats Mälzer und Henssler liefern ab!. Im Oktober 2022 war er zu Gast in der Talkshow Kölner Treff. Im Dezember desselben Jahres war er erneut in einer Folge der Weihnachts-Edition von Kitchen Impossible zu sehen, wobei er dieses Mal gemeinsam mit Tim Raue gegen Tim Mälzer und Ludwig Maurer antrat.

## Werke
- Max Strohe: Kochen am offenen Herzen. Lehr- und Wanderjahre. Tropen Verlag, Stuttgart 2022, ISBN 978-3-608-50173-5.

## Links
- Website des Restaurants Tulus Lotrek